# Associazione Sportiva Enna 1970-1971
Questa voce raccoglie le informazioni riguardanti l 'Associazione Sportiva Enna nelle competizioni ufficiali della stagione 1970-1971.

## Rosa
| N. |                   | Ruolo | Calciatore          |
| -- | ----------------- | ----- | ------------------- |
|    | Italia (bandiera) |       | Azzaro              |
|    | Italia (bandiera) | A     | Luciano Bertoia     |
|    | Italia (bandiera) | P     | Bortolan            |
|    | Italia (bandiera) | C     | Guerrino Braggio    |
|    | Italia (bandiera) | C     | Giuseppe Caccamo    |
|    | Italia (bandiera) | C     | Matteo Carnevale    |
|    | Italia (bandiera) | A     | Leonardo Mario Cino |
|    | Italia (bandiera) | C     | Giancarlo Codarini  |
|    | Italia (bandiera) | C     | Giuseppe Comite     |

| N. |                   | Ruolo | Calciatore         |
| -- | ----------------- | ----- | ------------------ |
|    | Italia (bandiera) | D     | Franco Dolza       |
|    | Italia (bandiera) | A     | Franco Giugia      |
|    | Italia (bandiera) | A     | Bernardo Mariani   |
|    | Italia (bandiera) | D     | Alfio Paola        |
|    | Italia (bandiera) |       | Pietri             |
|    | Italia (bandiera) | A     | Riccardo Rebecca   |
|    | Italia (bandiera) | A     | Michele Scarfò     |
|    | Italia (bandiera) | P     | Armando Sprocati   |
|    | Italia (bandiera) | C     | Gian Piero Ventura |